# 明蝶芸術学院
明蝶芸能学院（めいちょうげいのうがくいん）は、松竹新喜劇俳優の曽我廼家明蝶が設立した俳優養成所。漫才師ぼんちおさむ（ザ・ぼんち）らを輩出。師弟制度が基本のお笑い界に衝撃を与え、吉本興業の吉本総合芸能学院（NSC）設立の嚆矢となり、特に漫才界に大きな足跡を残した。

## 概要
1964年（昭和39年）9月5日、大阪府大阪市東区（現中央区）南久宝寺町のビルに開校した。
前年の1963年（昭和38年）8月に曽我廼家明蝶が突然、松竹新喜劇を退団。その理由として明蝶は、新喜劇の結成当時に渋谷天外が「脚本・演出は天外、座頭は明蝶」と約束したが、藤山寛美の台頭で約束は忘れられているため、という。
そして明蝶は、私費を投じて学院を設立し学長に就任。作家戸田学によると、学院設立の理由について明蝶は、井原西鶴や近松門左衛門らを生んだ上方文化の伝統継承を掲げ、「今の芸人は基礎（の教養）が弱いうえにマナーが悪い。私の学院で立派な社会人としても通用する芸人を作りたかった」。
学院の顧問として劇作家の北条秀司と漫才作家の秋田實が就任。一流の講師陣を迎え、授業は週3日、午前・午後・夜の3部制。「本科」「高等科」「専攻科」それぞれ各1年間（1966年「漫才専科」も設置）、演技の基礎から日本舞踊、洋舞、音楽、そのほか英語やフランス語、放送業務の実技など多岐にわたり、生徒も14歳から68歳までさまざまな年代が集まったという。
1965年（昭和40年）3月、入居ビルの都合で大阪市中央区心斎橋に移転。明蝶が1971年（昭和46年）に脳血栓となり、資金難などから1972年（昭和47年）閉校したが、明蝶と学院について3期生で漫才コンビの横山たかし・ひろしは「売れてないころも“うちの子や”と、よく名前を出してくれた。明蝶学院は、たかし・ひろしの原点」と語っている。

## 主な講師
- 作家 - 秋田實、黒岩重吾、田辺聖子、花登筺、藤本義一、三田純一
- 脚本家 - 茂木草介
- 歌舞伎 - 片岡仁左衛門
- 落語 - 桂米朝
- 漫才 - 浮世亭歌楽
- 日舞 - 栗島すみ子、若柳吉左衛門、
- 洋舞・バレエ - 法村康之、友井唯起子
- 俳優 - 渡辺邦男（映画監督）、阿井美千子、清川虹子、中村芳子
- そのほか、各放送局や映画会社から講師が派遣されている。

## 主な出身者

### 漫才
- 船仁のるか・喜和そるか（船仁のるか、喜和そるか）
- 秋田二号（秋田一号・二号）
- 浮世亭三吾（浮世亭三吾・美ユル）
- 海原はるか・かなた（海原はるか、海原かなた） - 松竹芸能所属
- 横山たかし・ひろし（横山たかし、横山ひろし） - 松竹芸能所属。当初は吉本興業所属
- ぼんちおさむ（ザ・ぼんち） - 吉本興業所属

### 漫談
- 国分健二

### 俳優
- 真木勝宏 - 火野正平のマネージャーを務める。自身も俳優として新・必殺仕置人[4]や必殺商売人、土曜ワイド劇場などに出演[5]